# Brand-New Morning
『Brand-New Morning』（ブランニューモーニング）は、TBSラジオで2025年4月1日（火曜日）から放送されている生ワイド番組。略称は、ブラモニ、BN。

## 概要
この番組は、日本全国の全てのリスナーに向けて、「聴けば新しく始まる1日を笑顔で、元気に、HAPPYに過ごせる」生ワイド番組で、平日の早朝の時間帯に、「誰かの声に耳を傾け、誰かの頑張りを応援する」ラジオ番組を目指す。
TBSラジオの平日の早朝ワイドは、これまで榎本勝起が担当の『起き抜け一番!榎さんのニュース&ミュージック』/『三菱ふそう全国縦断・榎さんのおはようさん～!』や生島ヒロシが担当の『生島ヒロシのおはよう定食』/『生島ヒロシのおはよう一直線』といった冠番組で前半の関東ローカルパートと後半の全国ネットパートに分かれていたが、本番組は統一された冠番組ではなく、月曜から木曜と金曜で異なる構成として、ローカルパートも含めて、1つの番組となる。
この番組のプロデューサーをしている浅沼達朗は「平日の朝の首都圏放送と全国放送が入り混じっている時間帯なので、ニュース、天気予報、交通情報、ラジオショッピングという基本フォーマットはなかなか変えられません。ですが、テーマ設定や話題の取り上げ方、曲の選び方は「リスナーの皆さんが一日を笑顔で元気に過ごせるように」という思いを込めています。占いコーナーも、できるだけポジティブなことだけを発信したいのでラッキーカラーとその日のアドバイスだけにしています。」と話している。

## 放送時間
- 月曜 - 金曜 5時00分 - 6時30分

5時台前半はTBSラジオ（関東広域圏）のみの放送。5時30分 - 6時30分は全国ネットでの放送。

## タイムテーブル
- 5:00：オープニング
- 5:11：TBSラジオショッピング
- 5:30：全国ネット向けのオープニング
- 5:35：sakkoのBrand-New占い、sakkoの週末Brand-New占い（金曜）（1月から12月まで月ごとの今日の運勢とラッキーカラーの紹介。2025年4月1日 - 6月27日は、6:05から行われていた）
- 5:40：Brand-New Topics（月曜 - 木曜：ニュース解説、金曜：トーク）
- 5:55：TBSニュース・交通情報（ローカル枠、ネット局は差し替え）
- 6:00：全国の天気、ニュース
- 6:05：Brand-New Collection（月曜：エンタメ情報、火曜：トーク、水曜：カラダ・健康情報、木曜：旅、不定期：yammy map（月または木））
- 6:20：今日、なに話す？（創価学会提供）
- 6:25：エンディング

## 出演者

### パーソナリティ
- 月曜日 - 木曜日 - 大島由香里（フリーアナウンサー・元フジテレビアナウンサー）
- 金曜日 - 酒井一圭（コーラスグループ・純烈のリーダー）

### ゲスト
- 木梨憲武（とんねるず）（2025年7月14日）

### 気象予報士
- 月曜日 - 坐間妙子、池田沙耶香（2025年4月14日）
- 火曜日・水曜日 - 長谷部愛
- 木曜日 - 石上沙織（2025年4月3日 - 7月31日[注釈 1]）、坐間妙子（2025年6月12日）、池田沙耶香（2025年8月7日）、小林雅美（2025年8月14日 - ）
- 金曜日 - 小林雅美（2025年4月4日 - 4月18日[注釈 2]）、水谷花那子（2025年4月25日 - ）、長谷部愛（2025年8月8日）

### レギュラーコーナー
- 魚住りえ（フリーアナウンサー、元日本テレビアナウンサー、2025年4月1日 - ） - 6時20分頃から『今日、なに話す？』のパーソナリティとして、月曜日 - 金曜日に出演[注釈 3]。

### Brandnew Topics
- 月曜 - 木曜

専門家がニュース解説をする。
三牧聖子（月、国際政治学者）
澤田大樹（月または火、TBSラジオ所属の報道記者）
清水克彦（水、ジャーナリスト、報道キャスター）
二木啓孝（木、ジャーナリスト） ほか
- 金曜

純烈リーダー・酒井とゲストのトーク。

### Brandnew Collection
- 月曜・水曜 - 金曜

テーマに沿った専門家などが電話出演。
宮本亜門（月、演出家）
和田秀樹（水、精神科医）
小林弘幸（水、医師）
杉本清（金、元関西テレビアナウンサー、フリーアナウンサー)
アイスマン福留（金、アイスクリーム評論家）
よしひろまさみち（月、映画ライター）
吉崎典子（月、元フジテレビアナウンサー、フリーアナウンサー、歌舞伎イヤホンガイド）ほか
- 火曜

大島とゲストのトーク。ゲストがスタジオに収録で出演。（2週連続）

## テーマ曲
- OP曲 - 純烈「REALITY 1.0」カラオケ Ver.（2025年4月23日）

## ネット局
全局で2025年4月1日放送開始。5時55分頃にローカル枠を編成。前番組である「おはよう一直線」を1時間遅れでネットしていたKZOOは当番組をネットしていない。
| 放送対象地域   | 放送局名                      | 放送時間                      | ローカル枠の扱い                                                               | 備考             |
| -------------- | ----------------------------- | ----------------------------- | ------------------------------------------------------------------------------ | ---------------- |
| 関東広域圏     | TBSラジオ（TBS）              | 月曜 - 金曜 5時00分 - 6時30分 | TBSニュース 5:57はTBSラジオ交通情報                                            | 制作局 JRN基幹局 |
| 北海道         | 北海道放送（HBC）             | 月曜 - 金曜 5時30分 - 6時30分 | 道新ニュース・交通情報・天気予報                                               |                  |
| 青森県         | 青森放送（RAB）               | 月曜 - 金曜 5時30分 - 6時30分 | TBS裏送りのフィラーBGM                                                         |                  |
| 岩手県         | IBC岩手放送（IBC）            | 月曜 - 金曜 5時30分 - 6時30分 | IBCラジオ番宣                                                                  |                  |
| 宮城県         | 東北放送（TBC）               | 月曜 - 金曜 5時30分 - 6時30分 | TBCニュース・天気                                                              |                  |
| 秋田県         | 秋田放送（ABS）               | 月曜 - 金曜 5時30分 - 6時30分 | 健康情報救急箱                                                                 |                  |
| 山形県         | 山形放送（YBC）               | 月曜 - 金曜 5時30分 - 6時30分 | YBCからのお知らせ                                                              |                  |
| 福島県         | ラジオ福島（rfc）             | 月曜 - 金曜 5時30分 - 6時30分 | 天気予報                                                                       |                  |
| 山梨県         | 山梨放送（YBS）               | 月曜 - 金曜 5時30分 - 6時30分 | 農事メモ                                                                       |                  |
| 長野県         | 信越放送（SBC）               | 月曜 - 金曜 5時30分 - 6時30分 | 今朝の一曲                                                                     |                  |
| 新潟県         | 新潟放送（BSN）               | 月曜 - 金曜 5時30分 - 6時30分 | BSNラジオウィークリーチューン                                                  |                  |
| 静岡県         | 静岡放送（SBS）               | 月曜 - 金曜 5時30分 - 6時30分 | SBSラジオ マンスリーパワープレイ                                               |                  |
| 富山県         | 北日本放送（KNB）             | 月曜 - 金曜 5時30分 - 6時30分 | 気象情報                                                                       |                  |
| 石川県         | 北陸放送（MRO）               | 月曜 - 金曜 5時30分 - 6時30分 | リクエスト曲                                                                   |                  |
| 福井県         | 福井放送（FBC）               | 月曜 - 金曜 5時30分 - 6時30分 | TBS裏送りのフィラーBGM                                                         |                  |
| 中京広域圏     | CBCラジオ                     | 月曜 - 金曜 5時30分 - 6時30分 | 月曜・火曜・木曜・金曜：CBCスマホからのお知らせ 水曜：いっしょに歌お!CBCラジオ | JRN単独加盟      |
| 関西広域圏     | ラジオ大阪（OBC）             | 月曜 - 金曜 5時30分 - 6時30分 | ラジオ大阪の番宣CM                                                             | NRN単独加盟      |
| 和歌山県       | 和歌山放送（wbs）             | 月曜 - 金曜 5時30分 - 6時30分 | TBS裏送りのフィラーBGM                                                         |                  |
| 広島県         | 中国放送（RCC）               | 月曜 - 金曜 5時30分 - 6時30分 | Veryカープ!ハイライト                                                          |                  |
| 山口県         | 山口放送（KRY）               | 月曜 - 金曜 5時30分 - 6時30分 | KRYニュース・天気                                                              |                  |
| 島根県・鳥取県 | 山陰放送（BSS）               | 月曜 - 金曜 5時30分 - 6時30分 | BSSイベントインフォメーションとCM                                              |                  |
| 岡山県         | RSK山陽放送（RSK）            | 月曜 - 金曜 5時30分 - 6時30分 | 天気予報とアナウンサーのトーク                                                 |                  |
| 香川県         | 西日本放送（RNC）             | 月曜 - 金曜 5時30分 - 6時30分 | 「RNCミュージックセレクション」                                                |                  |
| 愛媛県         | 南海放送（RNB）               | 月曜 - 金曜 5時30分 - 6時30分 | TBS裏送りのフィラーBGM                                                         |                  |
| 高知県         | 高知放送（RKC）               | 月曜 - 金曜 5時30分 - 6時30分 | 「朝の話題」                                                                   |                  |
| 徳島県         | 四国放送（JRT）               | 月曜 - 金曜 5時30分 - 6時30分 | 「GOGOクルマガジン」                                                           |                  |
| 福岡県         | RKB毎日放送（RKB）            | 月曜 - 金曜 5時30分 - 6時30分 | RKBラジオショッピング                                                          | JRN単独加盟      |
| 長崎県・佐賀県 | 長崎放送（NBC） NBCラジオ佐賀 | 月曜 - 金曜 5時30分 - 6時30分 | TBS裏送りのフィラーBGM                                                         |                  |
| 大分県         | 大分放送（OBS）               | 月曜 - 金曜 5時30分 - 6時30分 | CM                                                                             |                  |
| 熊本県         | 熊本放送（RKK）               | 月曜 - 金曜 5時30分 - 6時30分 | みんなの童謡                                                                   |                  |
| 宮崎県         | 宮崎放送（MRT）               | 月曜 - 金曜 5時30分 - 6時30分 | 「MRTラジオパワープレイ 音楽魂」                                               |                  |
| 鹿児島県       | 南日本放送（MBC）             | 月曜 - 金曜 5時30分 - 6時30分 | 「ジャンプアップミュージック」                                                 |                  |
| 沖縄県         | 琉球放送（RBC）               | 月曜 - 金曜 5時30分 - 6時30分 | RBCiラジオ朝のニュース                                                         | JRN単独加盟      |